# James Stewart
James Maitland Stewart (Indiana, 20 maggio 1908 – Beverly Hills, 2 luglio 1997) è stato un attore statunitense.
Nato a Indiana, vicino a Pittsburgh, intraprese gli studi di Architettura alla Princeton University, prima di essere attratto dal teatro. Il suo primo successo arrivò a Broadway, prima di esordire a Hollywood nel 1935. La sua carriera prese slancio grazie ai film di Frank Capra: il ruolo in Mister Smith va a Washington (1939) gli valse una candidatura all'Oscar.
Dimostrò la sua versatilità in un ampio numero di generi cinematografici: dalla commedia al western, al thriller e ai film per famiglie, interpretando classici come Scandalo a Filadelfia (1940), con cui riuscì a ottenere l'ambita statuetta, La vita è meravigliosa (1946), Nodo alla gola (1948), Harvey (1950), La finestra sul cortile (1954), L'uomo che sapeva troppo (1956), La donna che visse due volte (1958).
Lavorò per i registi più importanti dell'epoca, fra cui Alfred Hitchcock (con cui ebbe un forte sodalizio artistico), John Ford, Billy Wilder, Frank Capra, Anthony Mann, George Cukor. Tra le icone del cinema statunitense, è stato candidato per cinque Oscar, vincendone uno, più un altro alla carriera. L'American Film Institute lo ha inserito al terzo posto tra le più grandi star della storia del cinema.
Come da tradizione familiare, ebbe anche una notevole carriera militare: nella United States Army Air Force e poi nella United States Air Force, totalizzando venti missioni di guerra durante la seconda guerra mondiale, venendo insignito della terza decorazione militare statunitense in ordine di importanza, e raggiungendo il grado di Generale di Brigata.

## Biografia

### Gli inizi
Di origine paterna scozzese e materna irlandese, nacque mercoledì 20 maggio 1908 a Indiana, vicino a Pittsburgh, primogenito di Alexander Maitland Stewart (1872-1961), gestore del grande magazzino di famiglia "J. M. Stewart & Co. Hardware" e già volontario nella Guerra ispano-americana, e di Elizabeth Ruth Jackson (1874-1953), detta Bessie, una figlia di secondo letto del defunto generale, imprenditore e politico Samuel McCartney Jackson. Venne chiamato come il nonno paterno, già volontario alla Guerra civile americana e fondatore del grande magazzino. Nacquero poi due sorelle: Mary Wilson Stewart e Virginia Kelly Stewart.
Ci si aspettava da lui la continuazione dell'attività paterna, ma il giovane Stewart, dapprima attratto dall'aviazione, abbandonò i sogni da pilota nel 1928 per frequentare la Princeton University, laureandosi nel 1932. Iniziò subito l'iter professionale dei laureati in Architettura, ma gradualmente venne attratto dalle scuole di arte drammatica e dai circoli musicali, incluso il famoso Princeton Triangle Club. All'epoca fu membro del Princeton Charter Club.
Le sue doti interpretative gli permisero di essere invitato alla University Players, un circolo d'arti drammatiche frequentato da musicisti e attori iscritti alla Thespian. Dopo aver recitato per il circolo in piccole parti durante l'estate del 1932, in inverno si trasferì a New York, dove condivise un appartamento con l'attore emergente Henry Fonda e il regista/autore Joshua Logan. A novembre, fu scritturato nel ruolo di autista nella commedia di Broadway Goodbye Again, la sua prima produzione teatrale importante, dove aveva due battute. La commedia ebbe un discreto successo e gli portò altri ruoli a teatro, incluso un successo del 1934, Page Miss Glory, e il suo primo ruolo teatrale drammatico nel Yellow Jack di Sidney Howard.

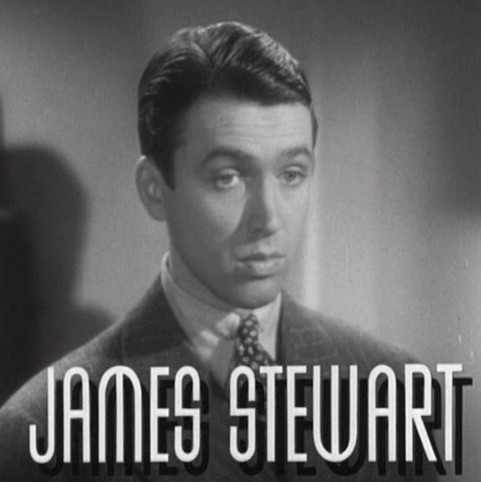
James Stewart nel trailer di Dopo l'uomo ombra di W. S. Van Dyke (1936)

Con molte recensioni favorevoli a Broadway, attrasse l'interesse della MGM e firmò un contratto con la compagnia nell'aprile del 1935. Inizialmente ebbe dei problemi a sfondare a Hollywood a causa del suo aspetto allampanato e della sua presenza timida e dimessa. Il suo primo film, Ultime notizie (1935) di Tim Whelan, con protagonista Spencer Tracy, fu un flop, ma Rose Marie (1935) di W. S. Van Dyke, adattamento di un'operetta popolare, ebbe più successo. Dopo film accolti mediamente bene, ottenne il suo primo ruolo di rilievo in Dopo l'uomo ombra (1936) di W. S. Van Dyke, interpretando un killer psicopatico. Stewart trovò una sua collocazione a Hollywood grazie soprattutto al contributo di una ex dell'University Players, Margaret Sullavan, che lo volle come suo primo attore nella commedia romantica Next Time We Love (1936), provata ampiamente con lui.

### Il successo prebellico
Nel 1938 Stewart iniziò una collaborazione di successo col regista Frank Capra, quando fu dato in prestito alla Columbia Pictures per recitare in L'eterna illusione (1938). La pellicola, dai buoni sentimenti sulla Grande depressione, con l'attrice preferita da Capra, Jean Arthur, vinse l'Oscar per il miglior film del 1938. L'anno successivo Stewart lavorò ancora insieme a Capra e alla Arthur in Mr. Smith va a Washington (1939), una commedia a sfondo politico in cui sostituì Gary Cooper nel ruolo di un uomo idealista lanciato nell'arena politica. Quando il film fu distribuito in ottobre, conseguì il plauso della critica e divenne un successo al botteghino. Per la sua interpretazione, Stewart ottenne la prima delle sue cinque candidature all'Oscar come miglior attore. Partita d'azzardo (1939) di George Marshall, accanto a Marlene Dietrich, fu il suo primo western, un genere che lo renderà famoso più tardi nella sua carriera. Ritorna l'amore (1939) di John Cromwell vide Stewart condividere lo schermo con Carole Lombard in un melodramma che raccolse buone recensioni per entrambi. Il Newsweek scrisse che erano perfettamente calati nei ruoli principali.

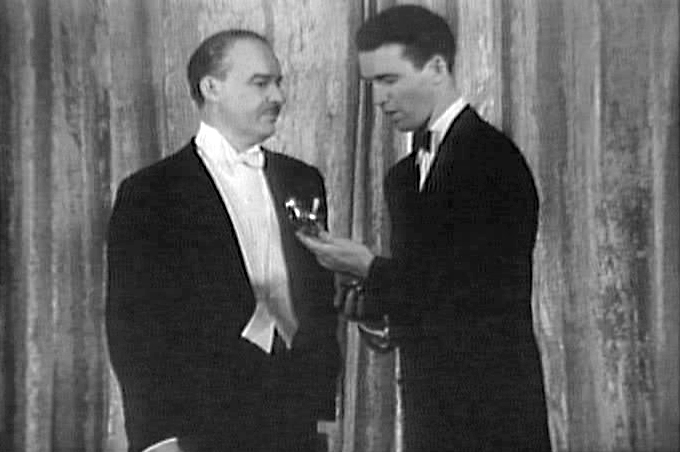
James Stewart riceve l'Oscar nel 1941

Nel 1940 Stewart e Margaret Sullavan lavorarono di nuovo insieme per due film. Il primo, la commedia romantica Scrivimi fermo posta di Ernst Lubitsch, li vede come colleghi di lavoro coinvolti a loro insaputa in una storia d'amore per corrispondenza che non riesce a sbocciare nella loro vita reale (ne fu realizzato un remake nel 1998, C'è posta per te, con Tom Hanks e Meg Ryan). Bufera mortale (1940), diretto da Frank Borzage, fu uno dei primi film apertamente antinazisti a essere prodotti a Hollywood, e vede la coppia come marito e moglie intrappolati nella turbolenta ascesa al potere di Adolf Hitler.
Stewart nello stesso anno recitò, insieme a Katharine Hepburn e Cary Grant, in uno dei classici di George Cukor, Scandalo a Filadelfia. La sua interpretazione di un giornalista invadente e persuasivo gli valse il suo unico Oscar in una categoria competitiva (Miglior attore, 1941). Stewart diede la statuetta a suo padre, che la mise in mostra nel suo negozio di ferramenta per molti anni.
In questo periodo, apparve in una serie di screwball comedy con successi alterni: Non è tempo di commedia (1940) e Vieni a vivere con me (1941), il musical Le fanciulle delle follie (1941) di Robert Z. Leonard, con Judy Garland e Lana Turner, e la commedia romantica Un sacco d'oro (1941) di George Marshall. Con la guerra alle porte, nel marzo 1941 Stewart si arruolò nello United States Army Air Corps, l'aviazione americana dell'epoca. L'arruolamento coincise con la fine del suo contratto con la MGM e segnò un punto di svolta della sua carriera.

### Sotto le armi

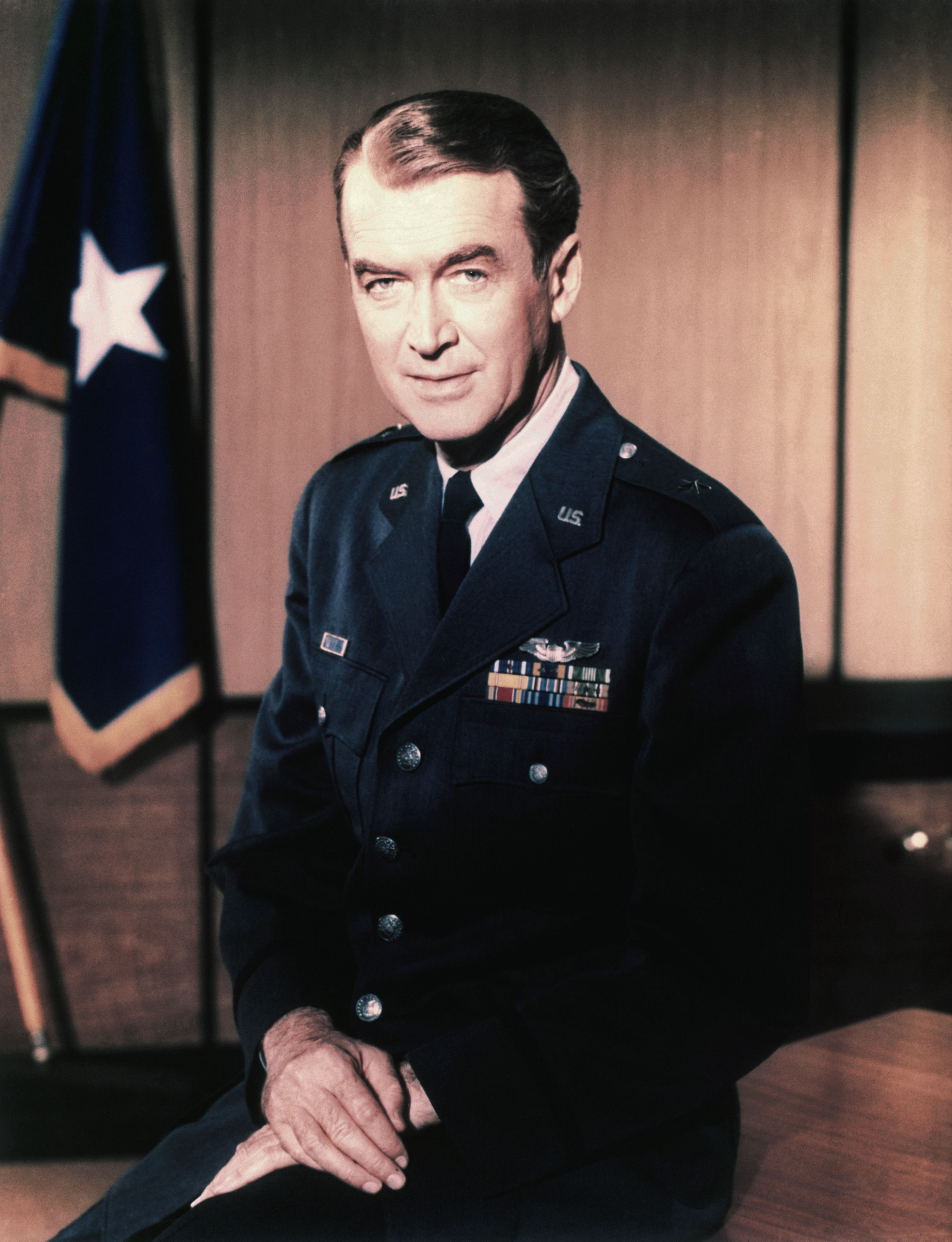
Il brigadier generale AFRC James Stewart nel 1960.

La famiglia di Stewart aveva profonde radici militari, poiché entrambi i nonni avevano combattuto nella guerra di secessione, e suo padre aveva servito l'esercito sia nella guerra ispano-americana sia nella prima guerra mondiale. Poiché Stewart considerava il padre come un riferimento per la sua vita, non era sorprendente che nell'eventualità di una guerra, ritenesse un dovere arruolarsi. Diversamente dai precedenti familiari nella fanteria, Stewart scelse di volare.
Circa due anni prima dell'attacco di Pearl Harbor (dicembre 1941), Stewart era diventato pilota privato e aveva accumulato oltre 400 ore di volo. Considerato un abilissimo pilota, partecipò come copilota anche a una gara nel 1939. Insieme al musicista e compositore Hoagy Carmichael, comprendendo il bisogno di piloti da guerra addestrati, Stewart si unì ad altri grandi di Hollywood e insieme a loro investì il proprio denaro nella creazione di una scuola di volo, la Thunderbird Field, a Glendale (Arizona). Questo campo di volo addestrò più di 2000 piloti durante la guerra.

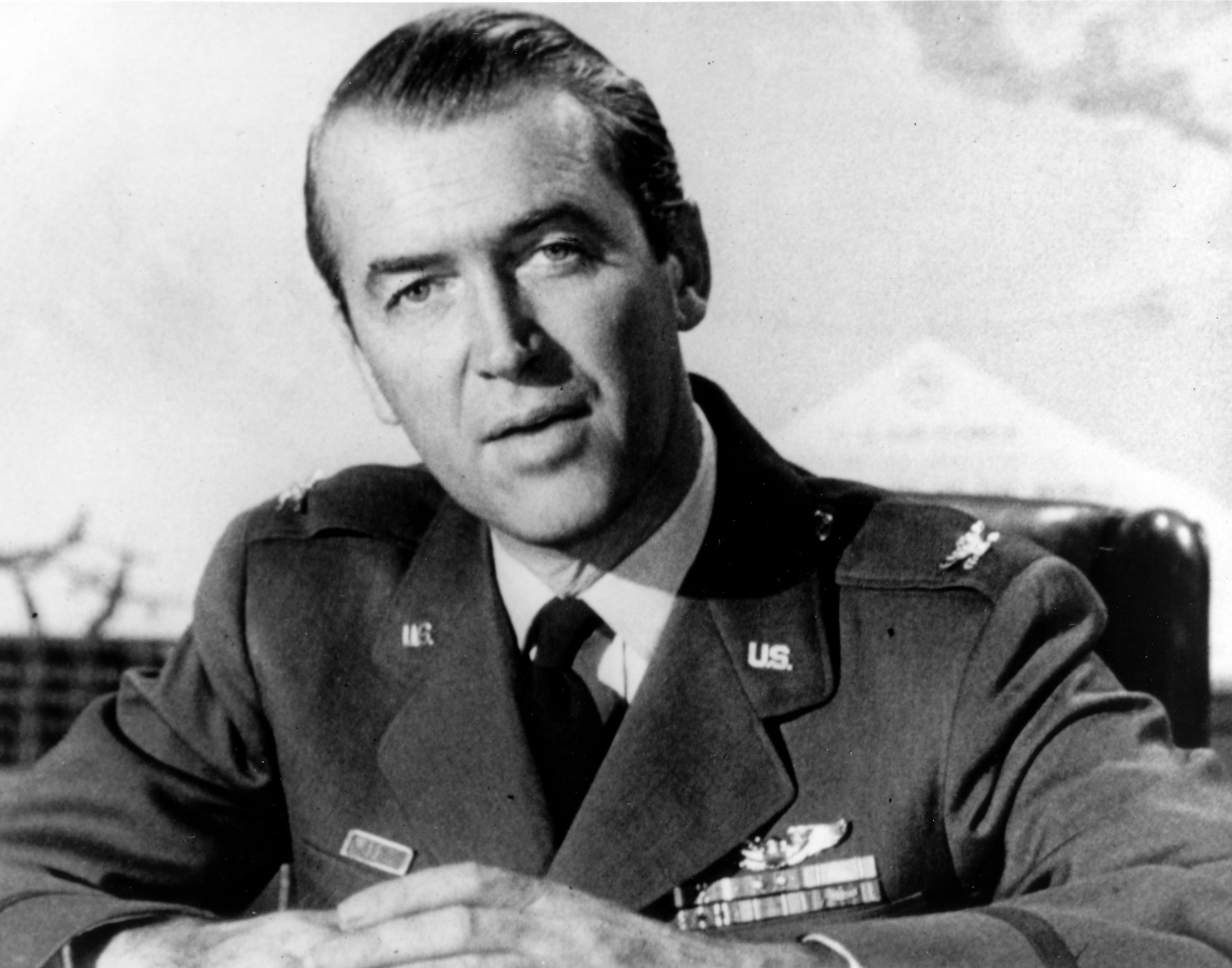
James Stewart colonnello

Stewart fu scelto dall'Army Air Corps ma venne respinto per problemi di peso. La USAAC aveva richieste molto severe riguardo ad altezza e peso per le nuove reclute e l'attore era sottopeso di circa due chili (5 pound). Per arrivare ai 67,3 chilogrammi (148 pound) richiesti, chiese aiuto al trainer Don Loomis della Metro-Goldwyn-Mayer, leggendario per l'abilità di aggiungere o togliere peso nella sua palestra-studio. In seguito ritentò di arruolarsi nello United States Army Air Corps ma, arrivato ai test ancora sotto il peso richiesto, persuase l'addetto al reclutamento dell'AAF a rieseguire i test, questa volta passando la verifica, col risultato di arruolarsi ufficialmente nell'esercito nel marzo del 1941. Divenne la prima star cinematografica importante a indossare un'uniforme militare nella seconda guerra mondiale.

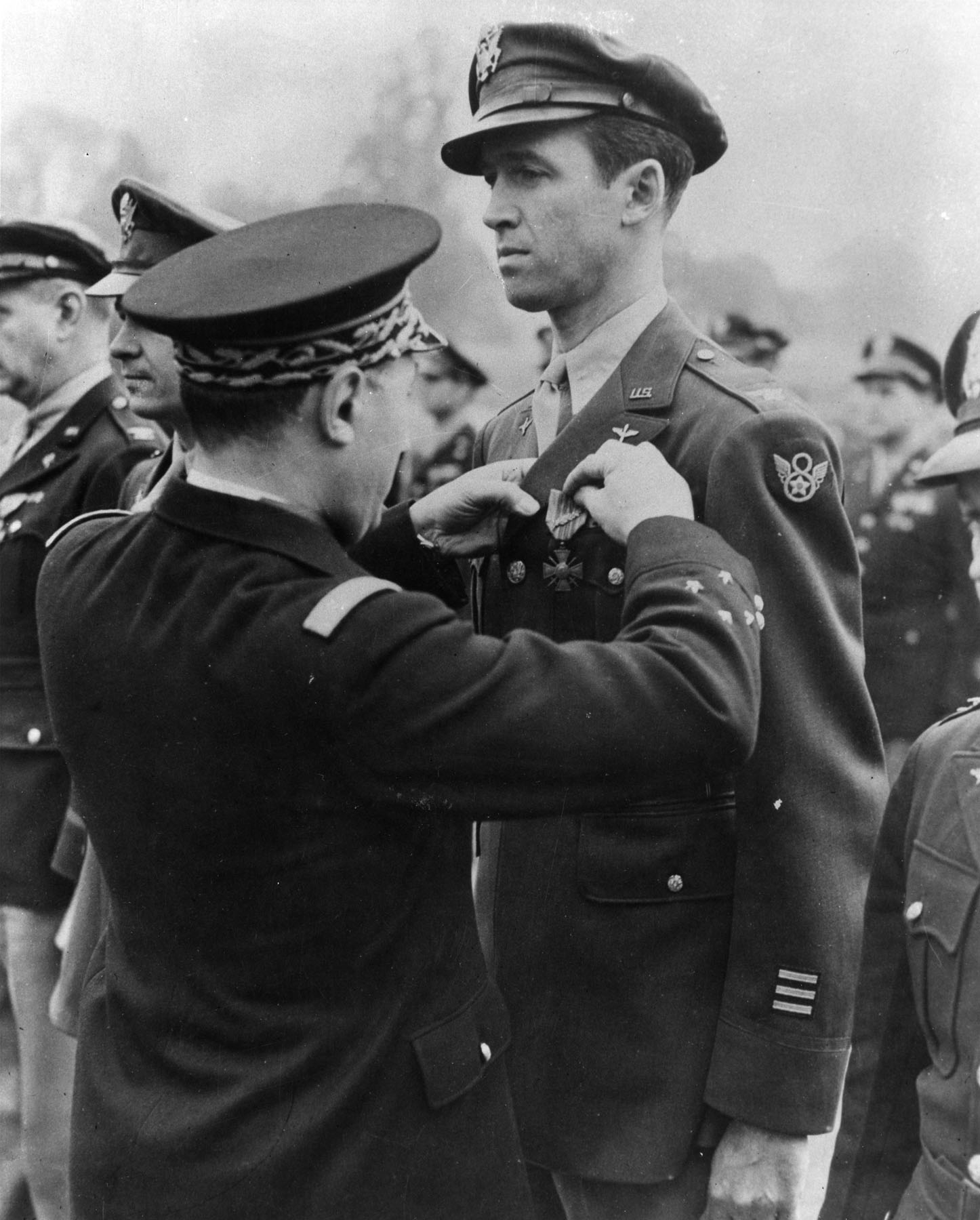
James Stewart insignito della Croix de guerre

Poiché gli Stati Uniti non avevano ancora dichiarato guerra alla Germania e a causa della riluttanza a inviare le celebrità al fronte, Stewart fu dispensato dal dover combattere, nonostante si fosse guadagnato il grado di sottotenente e avesse completato l'addestramento da pilota. Fu poi messo di stanza ad Albuquerque, Nuovo Messico, divenendo un pilota istruttore delle Fortezze volanti B-17.
Le sue sole apparizioni pubbliche del periodo furono limitate agli impegni programmati dall'Army Air Corps. Intervenne in parecchie occasioni alla radio con Edgar Bergen e Charlie McCarthy. Subito dopo Pearl Harbor, recitò con Orson Welles, Edward G. Robinson, Walter Huston e Lionel Barrymore in un programma radiofonico chiamato We Hold These Truths, dedicato al 150º anniversario del Bill of Rights. Ma per lo più, passava le notti e i giorni a prepararsi per i test di volo futuri, per la scuola di terra e per gli esami accademici necessari al suo incarico.
Con il prosieguo del conflitto, per il trentaseienne Stewart l'adempimento del dovere in battaglia sembrava lontano e irraggiungibile, ed egli non aveva chiari piani per il futuro. La diceria secondo cui sarebbe stato esonerato dal volo e assegnato a fare film di addestramento, lo convinse ad attuare un'azione immediata e decisiva, dal momento che ciò che temeva di più era lo spettro di un vicolo cieco. Quindi chiamò il suo comandante, già aviatore prima della guerra, che capì la situazione e lo assegnò a un'unità oltreoceano. Il periodo passato a combattere contro la Germania nazista in Europa culminò per Stewart con la promozione a tenente colonnello. Dopo venti missioni ufficiali, ricevette per due volte la Croce di guerra al valore aeronautico per le azioni in battaglia e fu insignito della Croix de guerre francese.
Stewart mantenne un ruolo attivo nell'aeronautica statunitense anche dopo il conflitto, raggiungendo il grado di Generale di Brigata il 23 luglio 1959; non parlava spesso del suo servizio ai tempi di guerra, perché desiderava essere considerato come un soldato che faceva il suo dovere invece che come una celebrità.

### Il successo nel dopoguerra

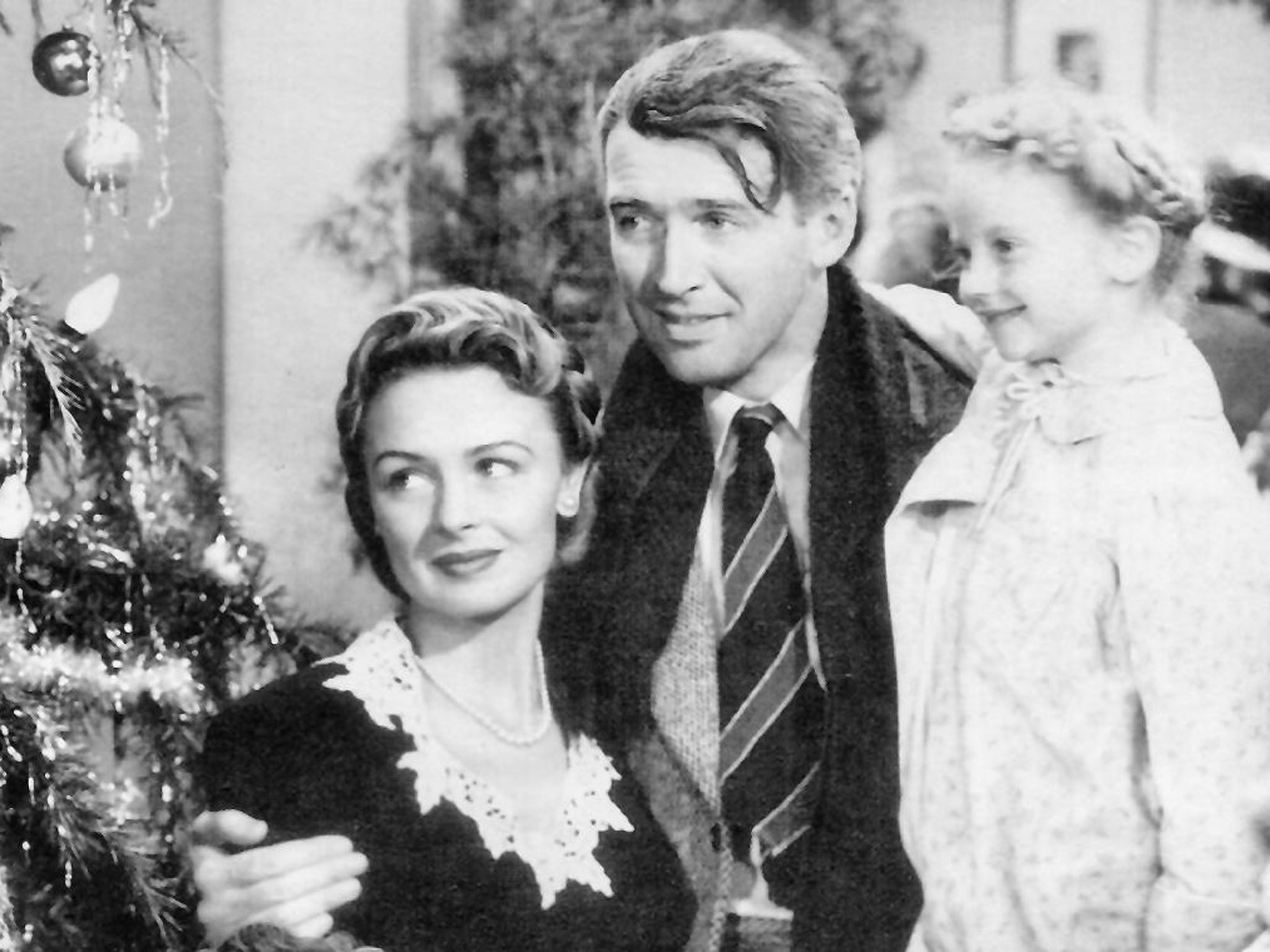
James Stewart, Donna Reed e Karolyn Grimes in La vita è meravigliosa di Frank Capra (1946)

Al ritorno a Hollywood nell'inverno del 1945, Stewart decise di non rinnovare il contratto con la MGM, ma di firmare con un'agenzia della MCA; quel contratto lo rese uno dei primi attori indipendenti, e gli diede più libertà di scelta nella selezione dei ruoli che desiderava interpretare. Per il resto della sua carriera, poté quindi lavorare senza le limitazioni imposte dagli studios.
Il primo film, dopo cinque anni di pausa forzata, fu la sua ultima collaborazione con Frank Capra, La vita è meravigliosa. Stewart interpreta George Bailey, un onesto cittadino di provincia deluso dalla routine quotidiana e assillato dai problemi finanziari. Sull'orlo del suicidio alla vigilia di Natale, viene aiutato a riesaminare la sua vita da un aspirante angelo, interpretato da Henry Travers. Il film ottenne cinque candidature all'Oscar, inclusa quella come miglior attore per Stewart, ma ricevette una fredda accoglienza al botteghino. Tuttavia, negli anni seguenti il film fu indicato come quello che meglio definiva il personaggio di Stewart, fu considerato come un classico di Natale e uno dei migliori film mai realizzati (American Film Institute).
Stewart tornò anche sul palcoscenico in una commedia di Mary Chase, Harvey, che esordì nel novembre del 1944. Elwood P. Dowd, il suo personaggio, è un ricco eccentrico che ha come miglior amico un coniglio invisibile e che vive con sua sorella e la nipote. Per tre anni Stewart fu la star della commedia, fino al 1947, anno in cui cedette il ruolo a Frank Fay. Nel 1950 lo spettacolo fu riadattato per il grande schermo, con la regia di Henry Koster, che avrà occasione di dirigere l'attore anche in varie pellicole degli anni sessanta. Il film aveva Stewart ancora nel ruolo di Dowd e Josephine Hull nel ruolo della sorella Veta. Questa interpretazione gli valse la quarta candidatura all'Oscar come miglior attore. Dopo Harvey, il film avventuroso Malesia (1949) di Richard Thorpe, accanto a Valentina Cortese, e il biografico Il ritorno del campione (1949) di Sam Wood, Stewart entrò in quella che molti critici considerano la sua epoca d’oro.
Il 9 agosto 1949, a 41 anni, sposò l'ex modella Gloria Hatrick McLean, adottando Michael e Ronald, i figli che lei aveva avuto da un precedente matrimonio. Il 7 maggio 1951 nacquero due gemelle: Judy e Kelly.
Negli anni cinquanta accettò ruoli più impegnativi: si diede al western e al thriller, grazie soprattutto alle collaborazioni con i registi Alfred Hitchcock e Anthony Mann. Interpretazioni da ricordare del periodo sono L'amante indiana (1950) di Delmer Daves, in cui interpretò un ex-soldato che fa pace con gli Apache; un clown irrequieto in Il più grande spettacolo del mondo (1952) di Cecil B. DeMille; l'aviatore Charles Lindbergh nel film L'aquila solitaria (1957) di Billy Wilder. Prestò la voce anche in un western radiofonico, The Six Shooter, in onda dal 1953 al 1954.

### Le collaborazioni con Mann e Hitchcock

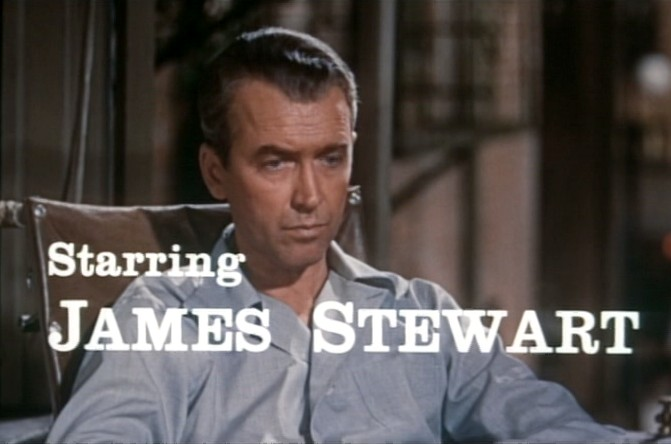
James Stewart nel trailer di La finestra sul cortile di Alfred Hitchcock (1954)

La collaborazione con il regista Anthony Mann aumentò la popolarità di Stewart e legò la sua carriera al genere western. La sua prima apparizione in un film diretto da Mann fu in Winchester '73, un classico del 1950. Il film sbancò i botteghini fin dall'inizio della distribuzione, segnando la strada per le loro future collaborazioni, come Là dove scende il fiume (1952), Lo sperone nudo (1953), Terra lontana (1954), L'uomo di Laramie (1955), che furono tra i favoriti del pubblico giovanile, incantato dal West americano. Questi film, che vedevano spesso Stewart nei panni di un cowboy inquieto in cerca di redenzione, mentre affrontava mandriani corrotti, rancheri e fuorilegge, gettarono le fondamenta per molti altri western degli anni cinquanta, e sono tuttora popolari.
Stewart e Mann collaborarono anche ad altri generi. La storia di Glenn Miller (1953) fu acclamato dalla critica, dando a Stewart una candidatura al BAFTA award e, insieme a L'aquila solitaria, consolidò la sua popolarità nel ritrarre il tipico eroe americano. La baia del tuono, distribuito nello stesso anno, ricondusse la tipica trama western a tempi più moderni, con Stewart nel ruolo di un trivellatore di pozzi petroliferi che affronta la corruzione. Aquile nell'infinito, distribuito nel 1955, gli permise di usare la sua esperienza di pilota militare nel film.
Il ruolo da protagonista in Winchester '73 fu un punto di svolta a Hollywood. Gli Universal Studios, che volevano far apparire Stewart sia in quel film sia in Harvey, si tirarono indietro di fronte alla richiesta dell'attore di 200 000 dollari. Il suo agente Lew Wasserman negoziò un accordo alternativo: Stewart sarebbe apparso in entrambi i film senza paga, in cambio di una percentuale sui profitti, e con facoltà di approvare il cast. Solo per Winchester '73, l'attore finì per guadagnare circa 600 000 dollari. Altre stelle di Hollywood sfruttarono subito questo nuovo espediente, il che contribuì negli anni successivi a far decadere lo studio system, in vigore fin dagli anni venti.
La seconda collaborazione, che segnò la carriera di Stewart negli anni cinquanta, fu con il maestro del brivido Alfred Hitchcock. Stewart era già apparso in Nodo alla gola (1948), film tecnologicamente innovativo del maestro, e successivamente i due collaborarono al secondo loro film in La finestra sul cortile (1954), ove l'attore venne affiancato a Grace Kelly. Dopo aver partecipato, insieme a Doris Day, al remake de L'uomo che sapeva troppo (1956) dello stesso Hitchcock, Stewart interpretò quello che molti considerano il film più personale del maestro, La donna che visse due volte (1958), al fianco di Kim Novak. Benché il film sia oggi considerato un classico, dovette affrontare all'epoca uno scarso successo ai botteghini e critiche negative che segnarono l'ultima collaborazione tra i due. Hitchcock attribuì questo insuccesso anche all'aspetto di Stewart, che cominciava ad apparire troppo anziano per questo tipo di ruoli, tanto che, nonostante l'interesse mostrato dall'attore, nel 1959 il regista lo rimpiazzò con Cary Grant in Intrigo internazionale, benché Grant avesse quattro anni più di Stewart.

### La carriera negli anni sessanta e settanta
Nel 1960 vinse un New York Film Critics Circle Award al miglior attore protagonista e ottenne la sua quinta e ultima candidatura all'Oscar per il film Anatomia di un omicidio (1959) di Otto Preminger, in cui interpretò il ruolo di Paul Biegler, l'avvocato di un uomo che chiede la seminfermità mentale dopo aver ucciso lo stupratore della moglie. La candidatura di Stewart fu una delle sette del film, e punto di transito agli anni finali della sua carriera.
Gli inizi degli anni sessanta lo videro protagonista in tre film di John Ford. Il primo, L'uomo che uccise Liberty Valance (1962) con John Wayne, è un classico western psicologico, con Stewart nel ruolo di un avvocato della costa Est che va contro i suoi principi non violenti quando è costretto a confrontarsi con un fuorilegge psicopatico, in una piccola città di frontiera. La conquista del West e Il grande sentiero furono epici western distribuiti rispettivamente nel 1962 e 1964. Girato in Cinerama, La conquista del West vinse tre Oscar e sbancò il botteghino, mentre Il grande sentiero ebbe meno fortuna.
Interpretando il suo ultimo personaggio romantico nel 1958 con Una strega in paradiso di Richard Quine, ove ebbe nuovamente come partner Kim Novak, uno Stewart brizzolato cominciò a fare più film per famiglie negli anni sessanta, tra i quali tre pellicole dirette da Henry Koster, Mister Hobbs va in vacanza (1962), Prendila è mia (1963), ove impersonava il padre di Sandra Dee, ed Erasmo il lentigginoso (1965), al quale partecipò anche Brigitte Bardot nel ruolo di sé stessa. Tornò al genere western con Shenandoah - La valle dell'onore (1965), ambientato durante la guerra civile, e Rancho Bravo (1966), entrambi diretti da Andrew V. McLaglen.
Particolarmente attratto dai film d'aviazione per i suoi trascorsi da pilota, Stewart ne girò parecchi negli anni cinquanta e sessanta. Da menzionare il ruolo del pilota cocciuto in Il volo della fenice (1965) di Robert Aldrich. Con la guerra del Vietnam in corso, nel 1966 il Generale di Brigata James Stewart, allora cinquantottenne, decise di imbarcarsi come osservatore su un B-52 durante una missione di bombardamento sul Vietnam del Nord.
Al tempo della missione sul B-52, non volle rendere pubblica la sua partecipazione, desiderando che fosse considerata come parte del suo lavoro da ufficiale della Air Force Reserve. Stewart continuò la carriera militare tra i riservisti; a comando della base Dobbins dall'inizio degli anni cinquanta, dopo ventisette anni di servizio, andò in pensione il 31 maggio 1968. Il figlio adottivo Ronald morì in Vietnam l'8 giugno 1969, a 24 anni. In quegli anni recitò ancora da protagonista in alcuni western: L'ora della furia (1968) di Vincent McEveety e Bandolero! (1968) di Andrew V. McLaglen, entrambi di impostazione classica, e Non stuzzicate i cowboys che dormono (1970) di Gene Kelly, di tono brillante/parodistico. Subito dopo venne diretto per l'ultima volta da McLaglen in L'uomo dinamite (1971), accanto ad Anne Baxter.

Tra la fine degli anni sessanta e l'inizio degli anni settanta, passò dal cinema alla televisione. Il suo primo ruolo fu nella sitcom The Jimmy Stewart Show, trasmessa negli anni 1971-1972 sulla NBC, dove interpretò un professore universitario. Continuò in televisione, subito dopo, con il giallo della CBS Hawkins, nel ruolo di un avvocato di provincia che investiga sui suoi casi. La serie gli valse un Golden Globe come miglior attore in una serie televisiva drammatica, ma il programma non ebbe l'indice di ascolto sperato e fu cancellato dopo una sola stagione.

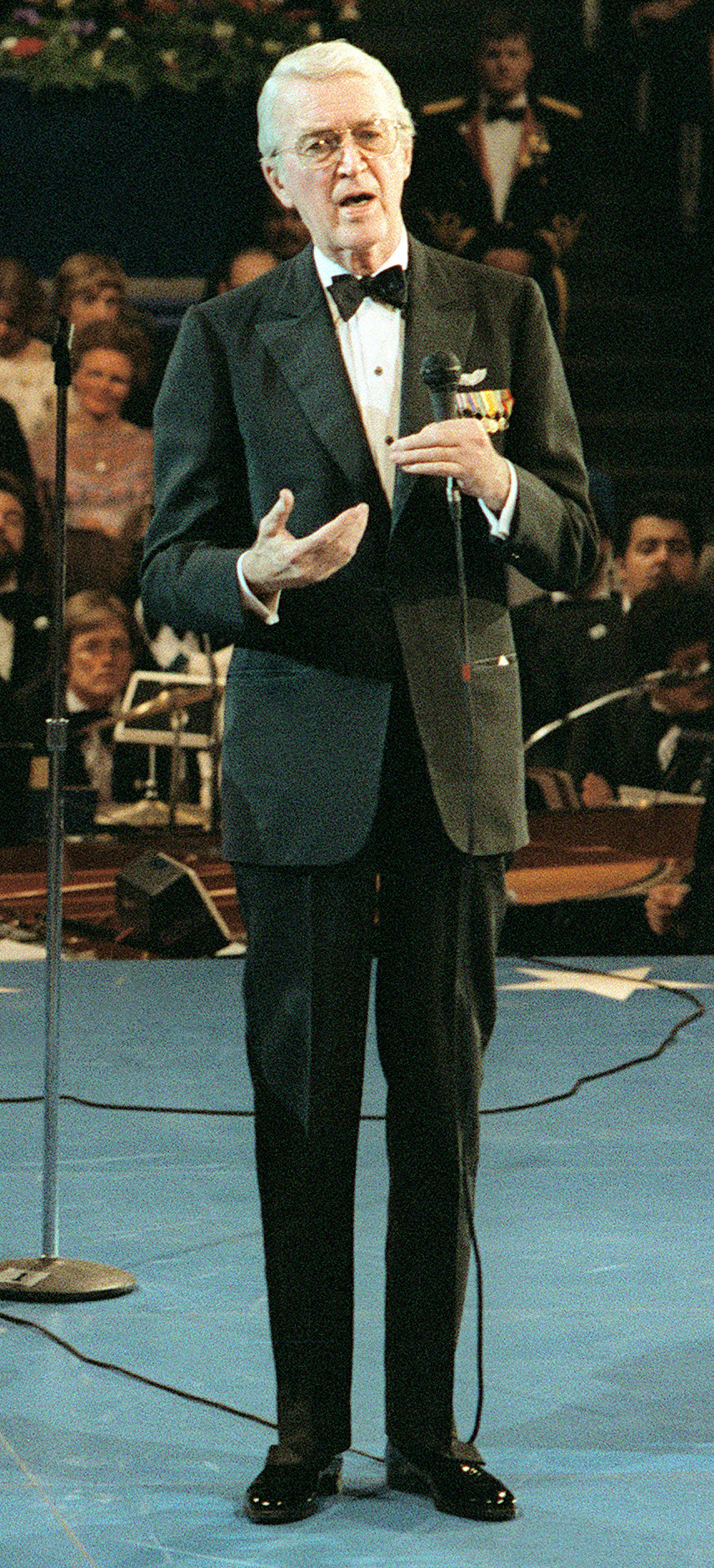
James Stewart nel 1981

Durante questi anni apparve periodicamente al Tonight Show di Johnny Carson, recitando sue poesie scritte in diversi momenti della sua vita. I poemi furono successivamente riuniti in una breve raccolta dal titolo Jimmy Stewart and His Poems (1989).
Tra le sue interpretazioni al cinema nella seconda metà degli anni settanta, sono da ricordare un ruolo importante, accanto a Lauren Bacall, in Il pistolero (1976) di Don Siegel, che fu anche l'ultimo film interpretato da John Wayne; apparve inoltre, ma con ruoli secondari, nei film Airport '77 (1977) di Jerry Jameson, Marlowe indaga (1978) di Michael Winner e La più bella avventura di Lassie (1978) di Don Chaffey. La sua ultima apparizione sul grande schermo risale a Una storia africana (1979) di Susumu Hani.

### Gli ultimi anni
Dopo aver preso parte ad alcuni film televisivi negli anni ottanta, incluso Right of Way (1983), Stewart si ritirò dalle scene per stare con la sua famiglia. In seguito soffrì di numerosi problemi di salute e ritornò solo per prestare la propria voce allo sceriffo Wylie Burp nel film animato di successo Fievel conquista il West (1991).

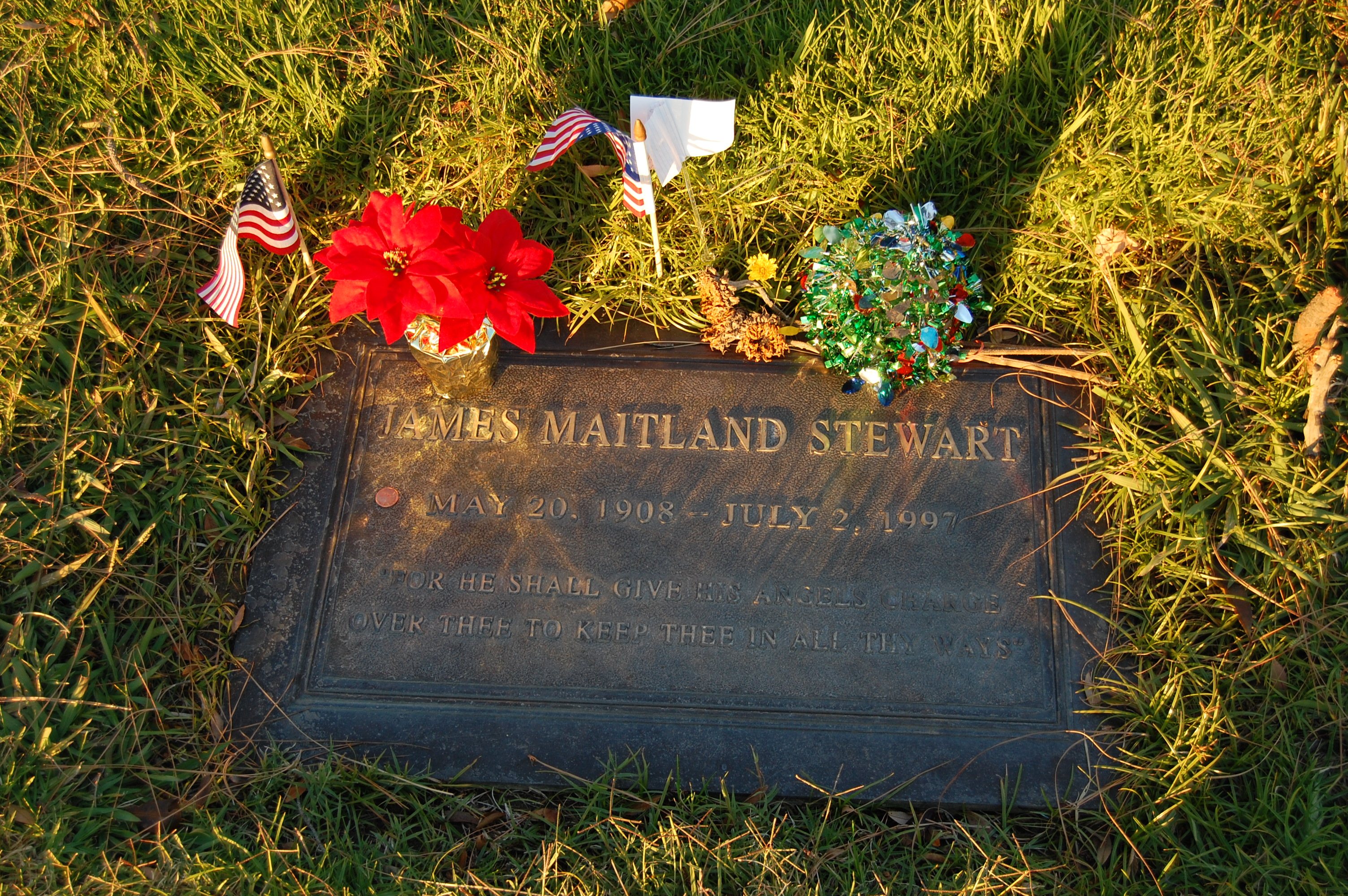
La tomba di James Stewart

Tra gli uomini d'affari più oculati di Hollywood, Stewart diversificò gli investimenti nel mercato immobiliare, nel petrolio e nella compagnia aerea di voli charter Southwest Airways, diventando miliardario. Tra gli anni ottanta e novanta prestò la voce per le pubblicità della Campbell's Soups.
Nel 1989, insieme a Peter F. Paul, fondò l'American Spirit Foundation, con lo scopo di usare le risorse dell'industria dell'intrattenimento per sviluppare approcci innovativi all'educazione pubblica e per assistere i movimenti democratici emergenti dei Paesi della ex cortina di ferro e in Russia. Il 16 febbraio 1994, la moglie Gloria morì per un tumore.
Descritto quasi universalmente dai suoi collaboratori come un uomo cortese, affabile e un vero professionista, James Stewart morì a 89 anni, il 2 luglio 1997, nella sua casa di Beverly Hills, per un'embolia polmonare dopo una lunga malattia aggravata da problemi respiratori. Se ne andò solo a un giorno dalla morte del suo collega sullo schermo Robert Mitchum, e venne sepolto al Forest Lawn Memorial Park, a Glendale.

## Tributi

Il francobollo commemorativo dell'U.S. Postal Service emesso nel 2007

Stewart fu premiato con molti riconoscimenti alla carriera: Oscar (1985), Golden Globe (1965), Screen Actors Guild (1969), American Film Institute (1980), Festival di Berlino (1982), Kennedy Center Honors (1983), Lincoln Center (1990), National Board of Review (1990). Ha una stella sulla Hollywood Walk of Fame al 1708 di Vine Street. La stella fu rubata e in seguito ricollocata. Fu inoltre invitato a lasciare le impronte delle mani all'entrata del Grauman's Chinese Theatre. Nel 1972 entrò a far parte della Hall of Fame del National Cowboy & Western Heritage Museum a Oklahoma City.
Nel 1945 gli fu dedicata una copertina di Life. Nel 1983 venne insignito dei Kennedy Center Honors. La sua città, Indiana, eresse una statua di Stewart sul prato del palazzo di giustizia della contea, il 20 maggio 1983, per celebrare i suoi 75 anni. Nel 1995 a Indiana fu inoltre aperto un museo dedicato alla sua vita e alla carriera con una replica in fibra di vetro della statua, collocata all'interno.
In onore degli anni di servizio nella US Air Force, la sua giacca da pilota della seconda guerra mondiale fece bella mostra di sé presso il Museo Nazionale dell'USAF a Dayton (Ohio). Un'altra giacca militare di Stewart fu esibita presso il Museo dell'Aria all'Imperial War Museum Duxford, vicino a Cambridge, Inghilterra.
A un anno dalla morte, nel 1998, è stato eretto un monumento alla sua memoria nel Griffith Park di Los Angeles. Il 17 agosto 2007, le poste americane hanno emesso un francobollo per commemorarlo, con una cerimonia svoltasi negli Universal Studios di Hollywood.

## Filmografia

### Cinema
- Ultime notizie (The Murder Man), regia di Tim Whelan (1935)
- Rose Marie, regia di W. S. Van Dyke (1936)
- Next Time We Love, regia di Paul Kohner (1936)
- Gelosia (Wife Vs. Secretary), regia di Clarence Brown (1936)
- La provinciale (Small Town Girl), regia di William A. Wellman (1936)
- Speed, regia di Edwin L. Marin (1936)
- Troppo amata (The Gorgeous Hussy), regia di Clarence Brown (1936)
- Nata per danzare (Born to Dance), regia di Roy Del Ruth (1936)
- Dopo l'uomo ombra (After the Thin Man), regia di W.S. Van Dyke (1936)
- Settimo cielo (Seventh Heaven), regia di Henry King (1937)
- L'ultimo gangster (The Last Gangster), regia di Edward Ludwig (1937)
- La vita a vent'anni (Navy Blue and Gold), regia di Sam Wood (1937)
- Cuori umani (Of Human Hearts), regia di Clarence Brown (1938)
- Una donna vivace (Vivacious Lady), regia di George Stevens (1938)
- The Shopworn Angel, regia di H.C. Potter (1938)
- L'eterna illusione (You Can't Take It with You), regia di Frank Capra (1938)
- Ritorna l'amore (Made for Each Other), regia di John Cromwell (1939)
- Follie sul ghiaccio (The Ice Follies of 1939), regia di Reinhold Schünzel (1939)
- Questo mondo è meraviglioso (It's a Wonderful World), regia di W. S. Van Dyke (1939)
- Mr. Smith va a Washington (Mr. Smith Goes to Washington), regia di Frank Capra (1939)
- Partita d'azzardo (Destry Rides Again), regia di George Marshall (1939)
- Scrivimi fermo posta (The Shop Around the Corner), regia di Ernst Lubitsch (1940)
- Bufera mortale (The Mortal Storm), regia di Frank Borzage (1940)
- Non è tempo di commedia (No Time for Comedy), regia di William Keighley (1940)
- Scandalo a Filadelfia (The Philadelphia Story), regia di George Cukor (1940)
- Vieni a vivere con me (Come Live with Me), regia di Clarence Brown (1941)
- Un sacco d'oro (Pot O' Gold), regia di George Marshall (1941)
- Le fanciulle delle follie (Ziegfeld Girl), regia di Robert Z. Leonard (1941)
- La vita è meravigliosa (It's A Wonderful Life), regia di Frank Capra (1946)
- La città magica (Magic Town), regia di William A. Wellman (1947)
- La strada della felicità (On Our Merry Way), regia di John Huston e George Stevens (1948)
- Chiamate Nord 777 (Call Northside 777), regia di Henry Hathaway (1948)
- Nodo alla gola (Rope), regia di Alfred Hitchcock (1948)
- Devi essere felice (You Gotta Stay Happy), regia di Henry C. Potter (1948)
- Il ritorno del campione (The Stratton Story), regia di Sam Wood (1949)
- Malesia (Malaya), regia di Richard Thorpe (1949)
- Winchester '73, regia di Anthony Mann (1950)
- L'amante indiana (Broken Arrow), regia di Delmer Daves (1950)
- La fortuna si diverte (The Jackpot), regia di Walter Lang (1950)
- Harvey, regia di Henry Koster (1950)
- Il viaggio indimenticabile (No Highway in the Sky), regia di Henry Koster (1951)
- Il più grande spettacolo del mondo (The Greatest Show on Earth), regia di Cecil B. DeMille (1952)
- Là dove scende il fiume (Bend of the River), regia di Anthony Mann (1952)
- Carabina Williams (Carbine Williams), regia di Richard Thorpe (1952)
- Lo sperone nudo (The Naked Spur), regia di Anthony Mann (1953)
- La baia del tuono (Thunder Bay), regia di Anthony Mann (1953)
- La storia di Glenn Miller (The Glenn Miller Story), regia di Anthony Mann (1954)
- Terra lontana (The Far Country), regia di Anthony Mann (1954)
- La finestra sul cortile (Rear Window), regia di Alfred Hitchcock (1954)
- Aquile nell'infinito (Strategic Air Command), regia di Anthony Mann (1955)
- L'uomo di Laramie (The Man from Laramie), regia di Anthony Mann (1955)
- L'uomo che sapeva troppo (The Man Who Knew Too Much), regia di Alfred Hitchcock (1956)
- L'aquila solitaria (The Spirit of Saint Louis), regia di Billy Wilder (1957)
- Passaggio di notte (Night Passage), regia di James Neilson (1957)
- La donna che visse due volte (Vertigo), regia di Alfred Hitchcock (1958)
- Una strega in paradiso (Bell, Book and Candle), regia di Richard Quine (1958)
- Anatomia di un omicidio (Anatomy of a Murder), regia di Otto Preminger (1959)
- Sono un agente FBI (The FBI Story), regia di Mervyn LeRoy (1959)
- Tempesta sulla Cina (The Mountain Road), regia di Daniel Mann (1960)
- Cavalcarono insieme (Two Rode Together), regia di John Ford (1961)
- Il leggendario X-15 (X-15), regia di Richard Donner (1961) - narratore
- L'uomo che uccise Liberty Valance (The Man Who Shot Liberty Valance), regia di John Ford (1962)
- Mister Hobbs va in vacanza (Mr. Hobbs Takes a Vacation), regia di Henry Koster (1962)
- La conquista del West (How the West Was Won), regia di Henry Hathaway, John Ford e George Marshall (1962)
- Prendila è mia (Take Her, She's Mine), regia di Henry Koster (1963)
- Il grande sentiero (Cheyenne Autumn), regia di John Ford (1964)
- Erasmo il lentigginoso (Dear Brigitte), regia di Henry Koster (1965)
- Shenandoah - La valle dell'onore (Shenandoah), regia di Andrew V. McLaglen (1965)
- Il volo della fenice (The Flight of the Phoenix), regia di Robert Aldrich (1966)
- Rancho Bravo, regia di Andrew V. McLaglen (1966)
- L'ora della furia (Firecreek), regia di Vincent McEveety (1968)
- Bandolero!, regia di Andrew V. McLaglen (1968)
- Non stuzzicate i cowboys che dormono (The Cheyenne Social Club), regia di Gene Kelly (1970)
- L'uomo dinamite (Fool's Parade), regia di Andrew V. McLaglen (1971)
- Il pistolero (The Shootist), regia di Don Siegel (1976)
- Airport '77, regia di Jerry Jameson (1977)
- Marlowe indaga (The Big Sleep), regia di Michael Winner (1978)
- La più bella avventura di Lassie (The Magic of Lassie), regia di Don Chaffey (1978)
- Una storia africana, regia di Susumu Hani (1980)

### Televisione
- The Jack Benny Program – serie TV, 5 episodi (1952-1964)
- General Electric Theater – serie TV, episodi 3x28-5x21-6x11 (1955-1957)
- Schlitz Playhouse of Stars – serie TV, episodio 8x17 (1959) - narratore
- Lux Playhouse – serie TV, episodio 1x19 (1959) - narratore
- Startime – serie TV, episodio 1x11 (1959)
- Fred Astaire (Alcoa Première) – serie TV episodio 2x01 (1962)
- Io e i miei tre figli (My Three Sons) – serie TV, episodio 3x25 (1963)
- Jimmy Stewart Show (The Jimmy Stewart Show) – serie TV, 24 episodi (1971-1972)
- Hawkins – serie TV, 8 episodi (1973-1974)
- Harvey, regia di Fielder Cook – film TV (1972)
- Laugh-In – serie TV, episodi 1x05-1x06 (1978)
- General Electric's All-Star Anniversary, regia di Dick McDonough – special TV (1978)
- Mr. Krueger's Christmas, regia di Kieth Merrill – film TV (1980)
- L'ultimo viaggio (Right of Way), regia di George Schaefer – film TV (1983)
- Nord e Sud II (North and South, Book II) – miniserie TV, 3 puntate (1986)

### Cortometraggi
- Art Trouble, regia di Ralph Staub (1934) - non accreditato
- Important News, regia di Edwin Lawrence (1936) - non accreditato
- Screen Snapshots Series 17, No. 12, regia di Ralph Staub - documentario (1938)
- 10,000 Kids and a Cop, regia di Charles Barton – documentario (1948)
- And Then There Were Four, regia di Frank R. Strayer (1950)
- Tomorrow's Drivers (1954)
- Sentimental Journey, regia di Ferde Grofé Jr. (1976)

### Doppiaggio
- Fievel conquista il West (An American Tail: Fievel Goes West), regia di Phil Nibbelink (1991)

## Teatro
Le sue performance a Broadway:
- Carry Nation (dall'ottobre al novembre del 1932).
- Goodbye Again (dal dicembre del 1932 al luglio del 1933).
- Spring in Autumn (dall'ottobre al novembre del 1933).
- All Good Americans (dal dicembre del 1933 al gennaio del 1934).
- Yellow Jack (maggio del 1934).
- Divided By Three (ottobre del 1934).
- Page Miss Glory (dal novembre del 1934 al marzo del 1935).
- A Journey By Night (aprile del 1935).
- Harvey (dal luglio all'agosto del 1947 e dal luglio all'agosto del 1948 - rimpiazzò Frank Fay).
- Harvey (Revival dal febbraio al maggio del 1970).

## Riconoscimenti
- Premio Oscar
  - 1940 – Candidatura al miglior attore per Mr. Smith va a Washington
  - 1941 – Miglior attore per Scandalo a Filadelfia
  - 1947 – Candidatura al miglior attore per La vita è meravigliosa
  - 1951 – Candidatura al miglior attore per Harvey
  - 1960 – Candidatura al miglior attore per Anatomia di un omicidio
  - 1985 – Oscar onorario per 50 anni di interpretazioni memorabili
- Golden Globe
  - 1965 – Premio alla carriera
  - 1974 – Miglior attore in una serie drammatica per Hawkins
- Mostra internazionale d'arte cinematografica di Venezia
  - 1959 – Coppa Volpi per la migliore interpretazione maschile per Anatomia di un omicidio
- Festival internazionale del cinema di Berlino
  - 1962 – Orso d'argento per il miglior attore per Mister Hobbs va in vacanza
  - 1982 – Orso d'oro alla carriera
- Laurel Awards
  - 1950 – Alloro d'oro per la miglior interpretazione drammatica per Il ritorno del campione
  - 1965 – Alloro d'oro come miglior star maschile
- National Board of Review
  - 1940 – Miglior attore per Scrivimi fermo posta
  - 1990 – Premio alla carriera
- New York Film Critics Circle Awards
  - 1939 – Miglior attore protagonista per Mr. Smith va a Washington
  - 1959 – Miglior attore protagonista per Anatomia di un omicidio

### Altri Premi
- American Film Institute Life Achievement Award 1980
- Film Society of Lincoln Center Gala Tribute 1990
- Golden Apple Awards premio "Golden Boot" 1985 come miglior star maschile dell'anno
- Hasty Pudding Theatricals Uomo dell'anno 1971
- Online Film & Television Association Hall of fame 1998
- Palm Springs International Film Festival Premio "Desert Palm" alla carriera 1992
- Photoplay Awards Miglior attore protagonista 1950 per Il ritorno del campione
- Festival internazionale del cinema di San Sebastián Miglior attore protagonista 1958 per La donna che visse due volte
- Screen Actors Guild Awards premio alla carriera 1969
- National Association of Theatre Owners premio alla carriera della ShoWest Convention 1990
- Western Heritage Awards premio "Bronze Wrangler" 1963 per L'uomo che uccise Liberty Valance

## Doppiatori italiani
- Gualtiero De Angelis in L'ultimo gangster (ridoppiaggio)[19], Ritorna l'amore, Questo mondo è meraviglioso, Partita d'azzardo, Bufera mortale, Non è tempo di commedia, Vieni a vivere con me, Un sacco d'oro, La vita è meravigliosa, La città magica, La strada della felicità, Chiamate nord 777, Nodo alla gola, Devi essere felice, Il ritorno del campione, Malesia, Winchester '73, L'amante indiana (ridoppiaggio)[20], La fortuna si diverte, Il viaggio indimenticabile, Il più grande spettacolo del mondo, Là dove scende il fiume, Carabina Williams, Lo sperone nudo, La baia del tuono, La storia di Glenn Miller, Terra lontana, La finestra sul cortile, Aquile nell'infinito, L'uomo di Laramie, L'uomo che sapeva troppo, L'aquila solitaria, Passaggio di notte, La donna che visse due volte, Una strega in paradiso, Anatomia di un omicidio, Sono un agente FBI, Cavalcarono insieme, L'uomo che uccise Liberty Valance, Mister Hobbs va in vacanza, La conquista del West, Prendila è mia, Il grande sentiero, Erasmo il lentigginoso, Shenandoah - La valle dell'onore, Il volo della fenice, Rancho Bravo, Bandolero!, Non stuzzicate i cowboys che dormono, L'uomo dinamite, Il pistolero, Airport '77
- Emilio Cigoli in Ultime notizie, Rose Marie, Gelosia, Settimo cielo, La vita a vent'anni, Una donna vivace, L'ora della furia
- Giorgio Piazza nei ridoppiaggi de La storia di Glenn Miller, La finestra sul cortile e La donna che visse due volte
- Augusto Marcacci in L'eterna illusione, Mr. Smith va a Washington
- Augusto Galli in Scrivimi fermo posta
- Adolfo Geri in Scandalo a Filadelfia
- Gino Cervi in Harvey
- Guido De Salvi in Jimmy Stewart Show
- Giuseppe Fortis in Marlowe indaga
- Walter Maestosi ne La più bella avventura di Lassie
- Sergio Rossi in Nord e Sud II
- Carlo Reali in Dopo l'uomo ombra (ridoppiaggio)[21]
- Francesco Pannofino in Una donna vivace (ridoppiaggio)
- Antonio Sanna in Mr. Smith va a Washington (ridoppiaggio)
- Sergio Di Giulio in Scandalo a Filadelfia (ridoppiaggio)
- Francesco Prando in Un sacco d'oro (ridoppiaggio)
- Dario Penne in La strada della felicità (ridoppiaggio)
- Luca Biagini in Là dove scende il fiume (ridoppiaggio)
- Antonio Palumbo in Terra lontana (ridoppiaggio)

Da doppiatore è stato sostituito da:
- Renato Mori in Fievel conquista il West